# Jurásico de Cuba
El jurásico en el Caribe y en especial Cuba fue una esplendorosa época de grandes reptiles, ammonites e islas volcánicas.

## Bathoniano
Pangea, como característica del jurásico, comenzó a dividirse. Se separaron Laurasia y Gondwana.Como producto de esto, se creó una cuenca o estrecho que no tardó en hacerse un mar. Penetró el océano Panthalassa y creó el Proto-Caribe.

## Oxfordiense
Fue el mar ya creado. Rodeado por penínsulas y continentes. El Golfo de México, individualmente, crecía apartado por el estrecho de la Florida y Yucatán, que se conectaban con el Proto-Caribe. Dichas aguas se poblaron enormemente de seres acuáticos. Comenzaban a emerger las primeras islillas.

## Titoniense
Este mar de aguas poco profundas se llenó de islas volcánicas que desencadenaron toda una variedad en diversas zonas de Cuba. Se encontraba un mar más expandido semejante al de Europa. Guarda mucha relación, además, con esta y el posterior Cretácico de Cuba.

## Flora
La flora marina(mayoría) se constituía por algas. Conformaban un fabuloso ecosistema acuático que servía de alimento a peces y estos a su vez a reptiles marinos.

### Terrestre
Los helechos fueron las plantas terrestres más abundantes en esa época y se encuentran varios de ellos en Pinar del Río. La más antigua es el Plebópterix cubensis y Piazopteris branneri.

## Fauna

### Invertebrados
Por diversos sitios de Cuba y otras islas se encuentran dispersos en sedimentos jurásicos los ammonites en grandes rocas. Existieron de diversas formas y tamaños que creaban la mayor diversidad imaginable.
Se conoce además de la Trigonia krombellii, concha antigua dividida en tres segmentos igualmente abundante en esas épocas.

### Vertebrados
Acompañando las islas y penínsulas que formaban el Caribe se encontraban diversos habitantes. En las costas las tortugas iban a desovar como el fósil Caribemix oxfordiensis. Se piensa que grandes manadas de ellos nadaran por los mares de la antigua Cuba y cerca de lo que sería en un futuro Florida y Yucatán. Los peces y pequeños animales eran básicos en el ecosistema, principalmente los placodermos.
En la cima de la cadena alimenticia se encontraban ellos, fueron animales primeramente terrestres adaptados por necesidad al agua. Los Ictiosaurios de Cuba, eran interesantes por sus grandes ojos, hocico largo y cola como la de un pez, uno de los encontrados ya se ha clasificado como Ophthalmosaurus. Los Metriorynchus de Cuba fueron cocodrilos marinos de los que ya se tienen tres cráneos. También se sabe de otros mayores, los pliosaurios y plesiosaurios, como el Vinialesaurus, especie muy conocida por los paleontólogos cubanos.

### Dinosaurios
En Cuba, en la región occidental del país como en Pinar del Río y Caiguanabo, se han hallado restos aislados enormes de reptiles terrestres. Se identifican como dinosaurios, por su tamaño y forma se sabe que son todos ellos saurópodos, uno de ellos un Camarasaurus o un primo cercano de este, un Brachiosaurus o un titanosaurio.
Pero estudios recientes muestran que ya que la isla no existía como tal, no pertenecen a ese lugar. Son rocas aisladas provenientes de sitios cercanos continentales donde si se conoce de su existencia.